# De Erfenis van Nero
De Erfenis van Nero is het vijfde stripverhaal van Nero. De eerste negen klassieke avonturen verschenen onder de titel De avonturen van detective Van Zwam. De reeks wordt getekend door striptekenaar Marc Sleen. De Nieuwe Gids publiceerde voorpublicaties tussen 27 december 1948 en 2 juni 1949, de eerste albumuitgave verscheen in 1952.

## Inhoud
Nero ontvangt een brief waarin staat dat hij 80 miljoen frank geërfd heeft van zijn overleden oom. Hij moet echter in twee maanden vijf (volgens strook 9 acht, maar in strook 11 wordt dit in vijf veranderd) opdrachten tot een goed eind brengen, anders gaat de erfenis naar een tehuis voor oude dames. De opdrachten zijn:
- 1. Eén ronde lang weerstand bieden tegen Joe Louis wereldkampioen boksen bij de zwaargewichten.
- 2. Een volwassen neushoorn schieten in Midden Kongo
- 3. Een pluim trekken uit de hoofdtooi van het enige nog levende Sioux-opperhoofd
- 4. Een gesplitste atoom bemachtigen uit de laboratoria van de U.S.A.
- 5. Een stuk uit het IJzeren Gordijn halen (minstens 25 × 25 cm). Er mogen twee vrienden bij betrokken worden en als bewijs moet alles gefilmd worden.

Nero, Jef Pedal en Detective Van Zwam vertrekken naar de VS, maar verliezen hun miljoen frank voorschot wanneer in Van Zwams tas een gat blijkt te zitten. Om het geld terug te verdienen werkt Jef Pedal voorlopig als buitenwipper en Nero als schotelwasser in het Waldorf-Astoria Hotel. Als Pedal twee dronken bokskampioenen uitschakelt en Nero toevallig komt kijken wat er aan de hand is doet Pedal alsof Nero hen K.O. heeft geslagen. Er ontstaat een hele mediaheisa en Van Zwam contacteert boksmanager Mike Jacobs om Nero nu tegen Joe Louis te laten vechten. Nero kan de bokskampioen amper aan tot Jef Pedal een hoefijzer in Nero's bokshandschoen steekt. Nero weet het één ronde uit te houden omdat de gong net afgaat nadat de scheidsrechter tot 9 telt.
Daarna koopt Van Zwam een vliegtuig en gaan ze naar het Indianengebied. Ze moeten echter een noodlanding maken op een bergtop omdat de benzine op is. Nero wil eerder beneden zijn en laat zich via een lang uitgerekt stuk kauwgom naar beneden zakken. Nadat hij naar beneden is gestort overnacht hij bij een grizzlybeer en vlucht in een rivier. Van Zwam en Pedal komen hem pas weer tegen in de buurt van een hoop waarschuwingsborden. Daar houden ze een man met een klein pakje tegen die een Russische spion blijkt te zijn. De man blijkt een atoom te hebben gestolen en als dank omdat het drietal de spion heeft tegengehouden mogen ze het atoom behouden. Nero is enthousiast, maar Van Zwam merkt op "dat het atoom niet gesplitst is". Nero rent naar een groep houthakkers, leent hun bijl en splitst letterlijk het atoom door het doormidden te hakken. Nu het hele woud geëxplodeerd is rennen de houthakkers hen woedend achterna, maar Nero, Pedal en Van Zwam weten te ontkomen. Ze komen aan in een cowboystadje en verkleden zich er ook als cowboys. Nero ontdekt echter dat het atoom nog in de zak van zijn oude kostuum is blijven zitten en rent terug om het te halen. Zijn gilet blijkt echter verkocht aan de bandiet Bad Bunny. Via een truc weten ze hem de atoom afhandig te maken en rijden te paard verder. Ze ontmoeten een oude man die hun Indianenkleren bezorgt (en ook haast neerschiet als hij hen achteraf met echte Indianen verwart). In deze vermomming weten ze een Indianenreservaat binnen te dringen. Nero slaagt erin een pluim uit de tooi van Sioux-opperhoofd Lodderig Oog te trekken, maar doet hierbij diens wigwam instorten en graaft per ongeluk de oorlogsbijl op. Nero wordt aan de totempaal vastgebonden en Lodderig Oog staat op het punt Nero te scalperen als hij ontdekt dat Nero geen haar heeft. Hij denkt na over wat hij met Nero zal doen, maar besluit er uiteindelijk een nachtje over te slapen. 's Nachts bevrijden Pedal en Van Zwam Nero en lopen weg, achternagezeten door de Indianen. Ze weten hun achtervolgers uiteindelijk af te schudden en trekken door de woestijn. Uitgeput en omkomend van honger en dorst ziet Nero plots een grote schotel in de woestijn liggen. Het blijkt een vliegende schotel te zijn die hen de wereld laat rondvliegen tot ze boven Kongo met een kanon worden neergeschoten. Ze storten neer in een rivier en weten uiteindelijk op de rug van een nijlpaard in een blanke nederzetting terecht te komen. Vandaar uit gaan ze op neushoornjacht en schiet Nero via dom geluk een neushoorn neer. Omdat hun dragers het dier hebben opgepeuzeld en te vol zitten om nog te bewegen besluiten Van Zwam, Nero en Pedal zelf verder te trekken.
Tijdens een storm loopt Nero vervolgens in een valkuil, waar een zwarte stam hem aantreft. Omdat "de blanken nu al jarenlang met ons voeten spelen" besluiten ze "de rollen eens om te keren en met hun voeten te spelen". Ze smeren Nero vol modder, kleefstof, pluimen,... en geven hem aan de Russische professor Podoroski met de bewering dat ze "een nieuw soort mensaap hebben gevangen." De professor gelooft hen en laat Nero naar de dierentuin van Moskou overvliegen. Van Zwam en Pedal lezen dit toevallig in de krant en stelen een vliegtuig naar Moskou "omdat niemand naar Moskou wil vliegen." Daar bombardeert Pedal per ongeluk de Russische hoofdstad en worden ze door andere vliegtuigen neergeschoten. Pedal en Van Zwam dringen binnen in het Kremlin en vermommen zich als hoge militairen. In de dierentuin van Moskou vinden ze Nero terug in de apenkooi en helpen hem ontvluchten, helaas met alle apen achter hem aan. Hij springt in een fontein omdat apen bang zijn voor water en spoelt hierbij alle modder van zijn lijf. Terwijl de oppasser de apen weer in hun kooi tracht te krijgen vluchten Nero en co in een tank, waarbij Nero ironisch opmerkt: "Mensenlief! Wat hebben wij al moeten lopen in dit verhaal!" (strook 237). Met de tank rijden ze terug naar het Westen en doorboren hierbij het IJzeren Gordijn. Nu de 5 opdrachten vervuld zijn vuurt Nero een vreugdeschot af waarbij een kanonbal in de pap van een Amerikaans generaal terechtkomt. De Amerikanen stormen woedend op hen af en denken dat het om een Russische invasie gaat. Van Zwam weet hen echter een netelig parket te halen door te zeggen: "Maar, wij kozen de vrijheid." Met nog slechts een dag over vliegen Nero, Pedal en Van Zwam vervolgens terug naar België, maar komen helaas vijf minuten te laat aan. Dan beseffen ze ineens dat Van Zwams horloge nog op Russische tijd staat en dus een uur voor loopt. Nero erft nu de 80 miljoen en schenkt Jef Pedal en Van Zwam in strook 270 "elk 500 fr. voor de moeite."

### Albumuitgave
Het verhaal wordt pas enkele jaren na de overname van De Gids door Het Volk in album uitgebracht. In december 1952 brengt de uitgeverij namelijk twee albums uit: De erfenis van Nero en Beo de verschrikkelijke. De vormgeving van deze twee albums is uitzonderlijk. De cover is gedrukt op zeer dun papier en toont een gekleurde tekening in witte kader. Later wordt het album in 1954 herdrukt met een nieuwe covertekening door Marc Sleen.

## Achtergronden bij het verhaal
- In strook 3 hangt in Nero's huiskamer een portret van Nero uit 1920.
- De butler in strook 10, 14 en 266 is een karikatuur van Jan De Spot, toenmalig hoofdredacteur van De Nieuwe Gids, de krant waar Sleen werkte. De Spot zou nog vaak in Sleens verhalen opgevoerd worden.
- De notaris (strook 9-14) is een karikatuur van Alfred Raport, de directeur-generaal van de krantengroep waar Sleen toen deel van uitmaakte.
- Nero parafraseert in strook 13 Paul-Henri Spaaks uitspraak waarmee hij zijn angst voor Rusland uitdrukte: "Als ik aan de Russen denk, J' ai peur."
- In strook 19 pinkt Jef Pedal een traan weg als ze opstijgen en België verlaten en zegt: "Partir c'est mourir un peu." ("Weggaan is een beetje sterven"). Een uitspraak die de Franse 19de-eeuwse dichter Alphonse Allais ooit deed.
- Bokskampioen Joe Louis en manager Mike Jacobs hebben echt bestaan.
- Jef Pedal beweert in strook 64 tijdens de oorlog "Geschwader-Führer" (aanvoerder van een eskader) te zijn geweest bij de R.A.F.. Eigenaardig, gezien dit een Duitse functie zou zijn bij de Britse luchtmacht?
- De Russische spion in strook 83-84-85 is een karikatuur van Jozef Stalin, een man die Nero nog persoonlijk zou ontmoeten in Het Vredesoffensief van Nero (1950).
- Van Zwam noemt de oude cowboy in strook 113 Old Shatterhand naar de romanheld uit de verhalen van Karl May.
- Een Indiaan in strook 122 leest Ik Koos De Vrijheid door Victor A. Kravchenko.
- Het laatste Siouxopperhoofd heet Lodderig Oog. In Vlaanderen is een lodderoog een lui oog.
- Nero rookt in strook 131 de vredespijp en denkt: "Hm, hm, fleur de matras". Een woordspeling op het tabaksmerk Fleur de Madras en een grap die nog vaak in de stripreeks zou opduiken.
- In strook 149 praten de Indianen ("De Rode Broeders") over de "coalitie". De Belgische regering bestond van 1947 tot 1949 uit een coalitie tussen socialisten en christendemocraten. "De Rode Broeders" zijn dus een woordspeling op de rode huidskleur van de Indianen en de partijkleur van de socialisten.
- Nero, Jef en Van Zwam vliegen met een vliegende schotel naar Afrika. In 1947 werden ufo's na het Roswell incident een druk besproken thema.
- De Afrikaanse zwarten die in strook 165 de ufo neerschieten blijken hun kanon via het Marshall-plan te hebben gekregen en zijn vol lof over het Atlantisch Pact.
- Terwijl Van Zwam, Nero en Jef op een nijlpaard rijden merkt Van Zwam over de snelheid op: "Langzaam, maar zeker Nero, gelijk de Russen." (strook 174)
- Het verhaal is ook een document van zijn tijd. De Indianen en Afrikaanse zwarten worden vrij stereotiep voorgesteld en ook de Russen worden als kwaadaardige mensen afgeschilderd. Ook drijven drie grappen de spot met de Walen. Zo hoort Nero in strook 175 in Congo Frans spreken en vraagt aan Van Zwam: "Zeg Van Zwam, Belgisch-Kongo is dat een Franse kolonie?" De Russische professor die Nero in strook 194 hoort protesteren noemt Nero's Vlaams "een broebeltaaltje dat sterk de menselijke taal benadert." Een onderschrift merkt op: "Het is nu eenmaal zo dat Russen en Walen geen Vlaams verstaan." In strook 203 lopen Van Zwam en Pedal een Congolees vliegveld binnen. Een opschrift vermeldt: "Champ d' Aviation/Pour les Flamands la même chose" ("Vliegveld"/"Voor de Vlamingen hetzelfde.") Al deze grappen moeten wel in hun juiste context worden gezien: Marc Sleen werkte toen voor een katholieke krant die erg anticommunistisch en Vlaamsgezind was. Bovendien blijkt in strook 26 de eerlijkste Amerikaan een Rus te zijn.
- In strook 261 vliegen Nero en co langs de Luchtbrug van Berlijn die net afgebroken wordt. Het prentje toont een letterlijke brug die kapot is.
- Een groot deel van het concept van het verhaal; een groep vrienden die binnen een bepaald aantal maanden de wereld rond moeten reizen en net te laat terug lijken te zijn om dan te ontdekken dat ze het uurverschil uit het oog zijn verloren, komt rechtstreeks uit Jules Vernes boek De reis om de wereld in 80 dagen.
- De journalist die Nero in strook 270 vraagt "wat hij nu gaat doen?" is een karikatuur van Jan Merckx, redacteur van de krant De Nieuwe Gids waarin Sleen onder meer publiceerde. Merckx zou ook nog opgevoerd worden als de booswicht Crapaud in De Juwelen van Gaga-Pan (1949) en als oom Omer in De Totentrekkers (1971).
- Nero antwoordt op de vraag van de journalist dat hij "met een scheurlijst gaat opkomen." Dit is een verwijzing naar de Vlaamse Concentratie, een Vlaams-nationalistische lijst die in 1949 103.896 stemmen haalde.